# Pedagogiczna Biblioteka Wojewódzka im. Komisji Edukacji Narodowej w Warszawie

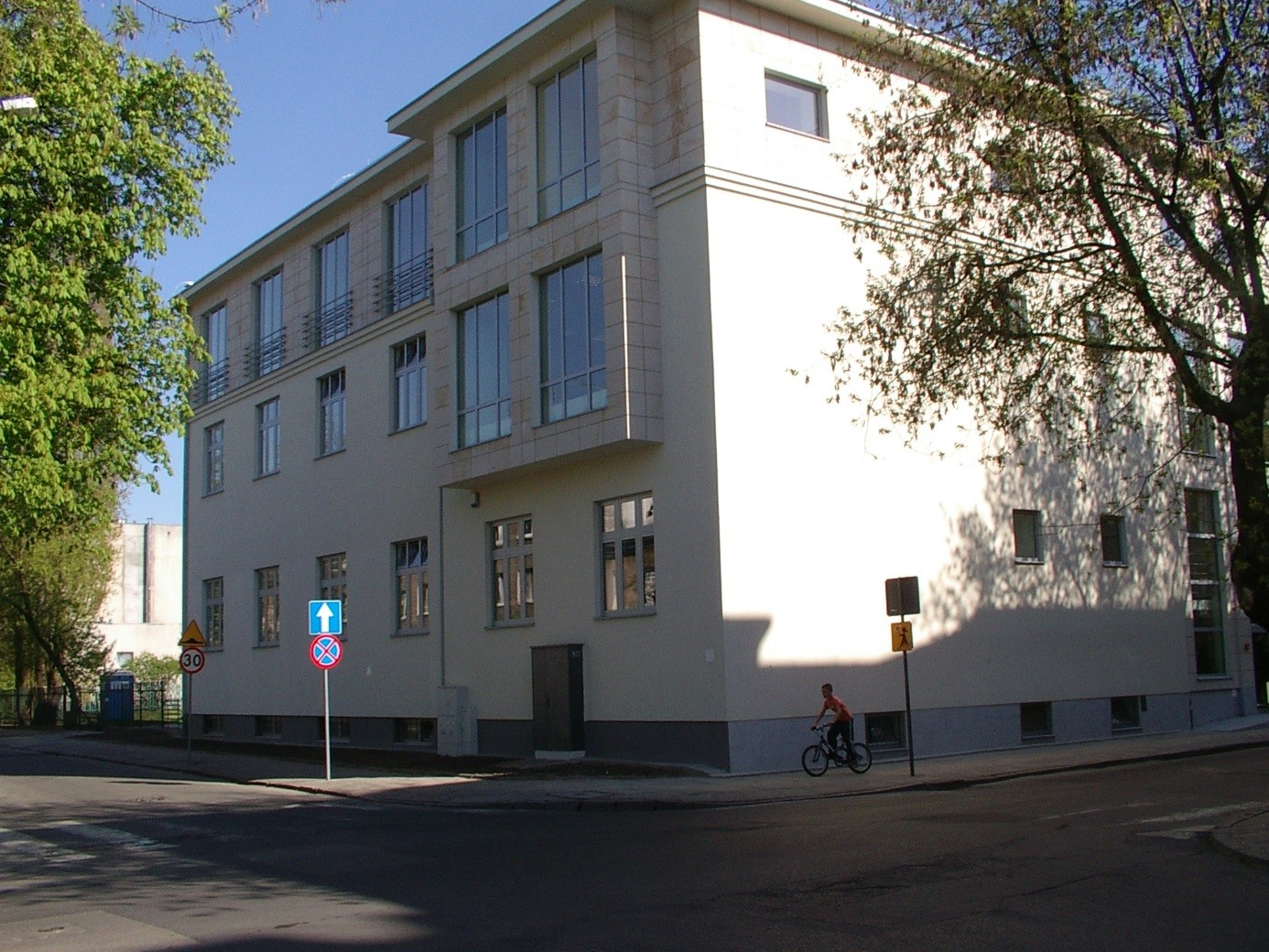
Pedagogiczna Biblioteka Wojewódzka im. KEN w Warszawie.

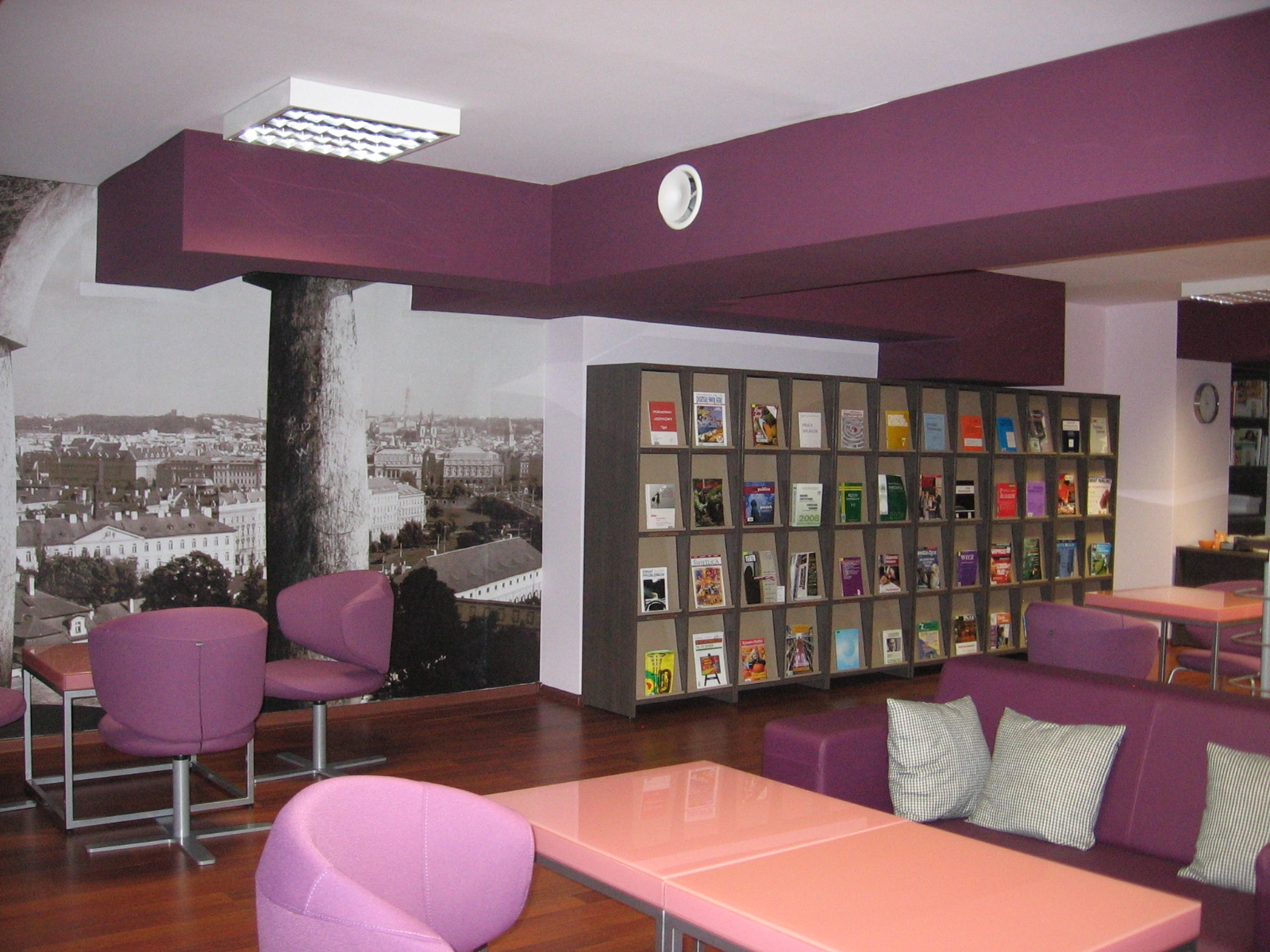
Pedagogiczna Biblioteka Wojewódzka im. KEN w Warszawie. Czytelnia na antresoli.

Pedagogiczna Biblioteka Wojewódzka im. Komisji Edukacji Narodowej w Warszawie - publiczna biblioteka pedagogiczna powstała w 1945 roku.

## Historia
Biblioteka powstała w maju 1945 roku przy Oddziale Oświaty Dorosłych Kuratorium Okręgu Szkolnego Warszawskiego.  W 1946 roku włączono ją do ogólnokrajowej sieci bibliotecznej. W 1949 roku została przeniesiona na parter budynku przy Alejach Jerozolimskich 30. Biblioteka nosiła wtedy nazwę: Centralna Biblioteka Pedagogiczna. W 1950 roku została przekształcona w Pedagogiczną Bibliotekę Wojewódzką. W 1967 roku Minister Oświaty i Szkolnictwa Wyższego zmienił nazwę na Pedagogiczna Biblioteka Wojewódzka i m. st. Warszawy w Warszawie. W 1973 roku Kurator Okręgu Szkolnego Warszawskiego nadał Bibliotece imię Komisji Edukacji Narodowej. W roku 1990 decyzją Kuratora Oświaty w Warszawie Biblioteka  biblioteka stała się częścią Ośrodka Twórczości Pedagogicznej „Bednarska”. 1 lutego1990 roku została przeniesiona do nowej siedziby przy ul. Bednarskiej 2/4.

## Zbiory
W 1945 roku w zbiorach biblioteki znalazł się księgozbiór szkoły mieszczącej się przy ul. Polnej, kilkudziesięciu broszur i przedwojenne roczniki Dziennika Urzędowego Ministerstwa Oświaty. W 1955 roku księgozbiór liczył już 15 602 woluminy. W 2002 roku księgozbiór liczył już 120000 woluminów.
Biblioteka oferuje czytelnikom w szczególności:
- literaturę z zakresu pedagogiki i nauk pokrewnych,
- programy nauczania i podręczniki szkolne,
- poradniki dydaktyczne dla nauczycieli,
- pomoce dydaktyczne,
- gry edukacyjne
- materiały dotyczące problematyki oświatowej regionu,
- publikacje naukowe i popularnonaukowe z różnych dziedzin wiedzy objętych ramowymi planami nauczania,
- literaturę piękną i dzieła klasyki światowej oraz książki z zestawu lektur dla ucznia,
- literaturę dla dzieci i młodzieży,
- piśmiennictwo z zakresu bibliotekoznawstwa i informacji naukowej,
- filmy,
- dokumenty dźwiękowe,
- zbiory historyczne udostępnione w bibliotece cyfrowej Polona
- dostęp do książek na platformie IBUK Libra.

## Lokalizacja
Obecnie (2023) mieści się przy ulicy Gocławskiej 4 na Kamionku w dzielnicy Praga-Południe w Warszawie. Jest placówką oświatową, służącą wspieraniu procesu kształcenia i doskonalenia nauczycieli, a także wspieraniu szkół, w tym bibliotek szkolnych, placówek oświatowych, zakładów kształcenia nauczycieli i placówek doskonalenia nauczycieli.

## Nagrody i odznaczenia
- 1975: Złota odznaka „Za Zasługi dla Województwa Warszawskiego"[2]

## Dyrektorzy[2]
- Kazimiera Wiśniewska (1945– 1953)
- Irena Lewandowska (1953 –1954)
- Helena Książkiewicz (1954 – 1958)
- Janina Zauszkiewicz (1958 – 1968)
- Teresa Łopatyńska (1968 – 1987)
- Wiesława Rejmer-Zaklekta (1987 – 1990)
- Witold Kaliński  (1990 – 1991)
- Robert Miszczuk (1991 – 2006)
- Beata Zych (2006 – 2021  )
- Joanna Kamińska[3]